# Краљевина Јудеја
Краљевина Јуда (хеб. מַמלְכת יְהוּדָהמַמְלֶכֶת יְהוּדָה, модерни: Mamlekhet Yehuda, тиберијски: Mamléḵeṯ Yəhûḏā) било је име за државу што су творила племена: Јуда, Шимун и Бенјамин, а настала је након поделе Краљевине Израел на Северну и Јужну краљевину. Краљевина Јуда било је смештено на југу, док је престоница град Јерусалим.

## Библијски извештај
Према библијском извештају, представља наставак Давиде и Соломоне краљевине, а први је краљ био Соломонов син Ровоам. У почетку су краљеви Јудеје настојали проширити своју власт и на север, а онда су, скупа са северном Краљевином Израел настојали одбранити своја подручја од Арама.
Одржало се као независна држава, или у полувазалском односу час према Египту, час према Асирији, час према Вавилонији све до 587. п. н. е., када је коначно пало под власт Вавилоније у време вавилонског краља Навукодоносора. Последњи краљ Јуде био је Седекија, који је одведен у Вавилон.
Највећи процват је доживела у доба краљева Језекије (716—687. п. н. е.) и Јосије (640.-609. п. н. е.), који су успели централизовати државну власт, обилно се притом служећи и централизованим култом у Јерусалиму. Након пада Северне краљевине под асирску власт (721. п. н. е.), краљ Језекија шири своја подручја према северу.

## Писани извори и археологија
Почетком Краљевине Јудеје, египатски фараон Шошенк I (945.-925. п. н. е.) проваљује у ово подручје и пљачка Храм, а у Мегиду ће оставити своју стелу (споменик с натписом) у којем описује свој поход.
Истовремено постоје арамејски извори о краљевима у Дамаску. Нарочито је значајан Хазаел (након 850. п. н. е.) који је био у сукобу с обе јеврејске краљевине. О томе говори стела из Тел Дана из тога доба.

### Сукоби с Асирцима
Асирци су средином 8. века п. н. е. искористили слабост Арама и египатске унутрашње борбе, и освојили широка подручја Блиског истока и постају стварна опасност и за Јужну краљевину, нарочито у доба асирскога краља Саргона II (крај 8. ст. п. н. е.). Саргон је 711. п. н. е. освојио град Ашдод, а његов наследник Сенахериб (око 704.-681. п. н. е.) јудејском краљу Језекији је одузео 46 градова и наметнуо му плаћање данка. На повратку из Арабије освајио је и значајан утврђени град Лакиш у срцу Јудеје, о чему постоје записи јеврејских бранилаца, као и рељеф у Ниниви, асирској престоници, који приказује освајање града, али без наведеног датума.
У таквој ситуацији Језекија радио на утврђивању града: подигао је нове зидине и провео подземни тунел којим је воду с извора Гихон довео унутар градских зидина, а затворио приступ води евентуалним освајачима. У том је тунелу нађен уклесан натпис из тога доба, који описује како су радници почели копати пролаз с обе стране да би се на крају срели у средини.
Записи асирскога краља Асархадона (680.-669. п. н. е.) спомињу да је примао данак од западних краљева, међу којима и од јудејскога краља Манашеа (око 687.-642. п. н. е.). Исти се јудејски краљ налази и у попису владара који плаћају данак Асурбанипалу (око 669.-630. п. н. е.). Сачувана је Асурбанипалова библиотека у Ниниви.

### Вавилонска опасност
Од 625. п. н. е. расте моћ Неовавилонског царства, а Навукодоносор II је већ као престолонаследник победио фараона Неха и освојио Асирију, а потом и Сирију. Крајем 7. ст. п. н. е. освајио је и Ашкелон, док од 597. п. н. е. опсео Јерусалим, након чега владари Јудеје постају његови вазали. Небузарадиниан, који се у Библији спомиње као рушитељ јерусалимског Храма, али и читавога града (август 587.), у вавилонском се попису краљевих службеника спомиње на самом врху. Неколико хиљада Јевреја је одведено у вавилонско ропство.
То је разарање означило и крај Краљевине Јудеје.